# Assombrissement global
 (décembre 2015).
Si vous disposez d'ouvrages ou d'articles de référence ou si vous connaissez des sites web de qualité traitant du thème abordé ici, merci de compléter l'article en donnant les références utiles à sa vérifiabilité et en les liant à la section « Notes et références ».

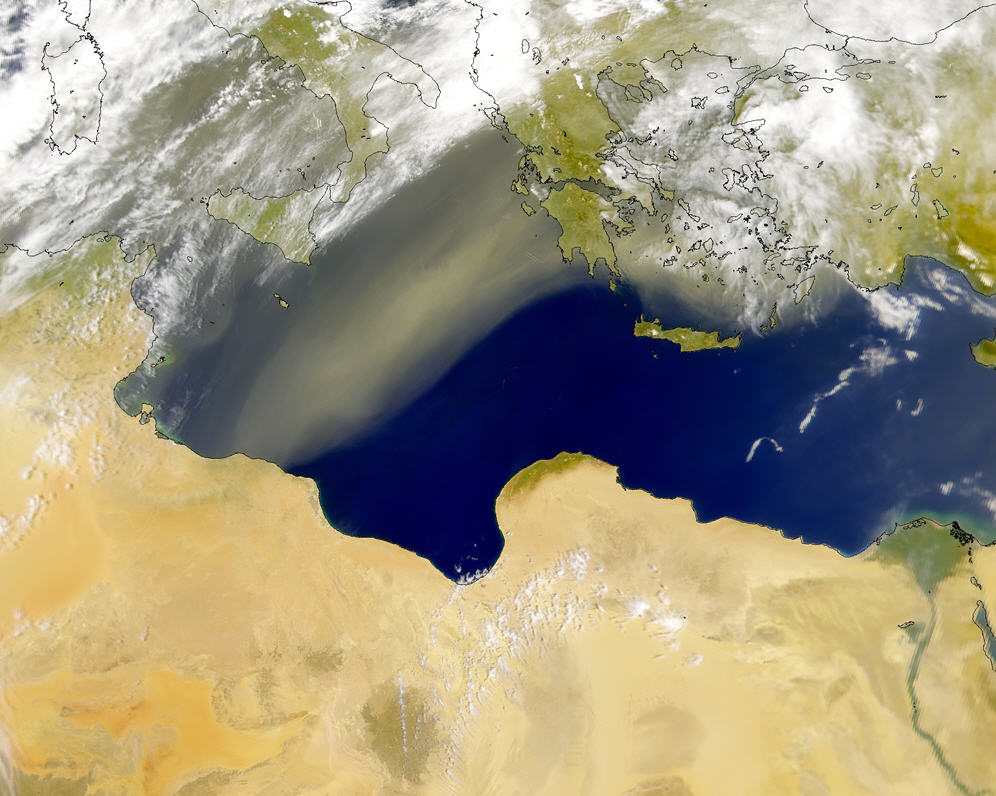
L'avancée des déserts, le recul des herbages, l'extension des labours et de la dégradation des sols sont sources d'une quantité croissante d'aérosols emportés par le vent (érosion éolienne)

L’assombrissement global ou obscurcissement planétaire est une réduction graduelle, depuis le début des années 1950, de l’intensité lumineuse de la lumière diurne qui atteint la surface terrestre.
Cet effet a été mis en évidence, entre autres par Gerry Stanhill, un chercheur anglais installé en Israël, qui a comparé l’intensité des rayonnements solaires depuis les années 1950 jusqu’aux années 1980. L’assombrissement global crée un effet refroidissant qui a peut-être amené les scientifiques à sous-estimer l’effet de serre sur le réchauffement climatique.
De 1950 à 1985, le rayonnement solaire sur la surface de la Terre a diminué d'environ 4 %. Ces diminutions sont soumises à des fluctuations régionales et saisonnières. Ainsi, les plus grands assombrissements de 30 % ont été mesurés en Russie. Sur les continents africain et américain, des diminutions de l'ensoleillement de 15 % ont été mesurées. Les assombrissements les plus faibles ont été mesurés en Europe du Nord et en Australie.

## Causes et effets
La cause en serait l'augmentation du taux moyen d’aérosols dans l'atmosphère à la suite des émissions de diverses particules liées :
- aux incendies de forêt ;
- aux transports motorisés : essence et gazole notamment, émissions contre lesquelles des filtres à particules ont été installés sur les véhicules diesel récents ;
- au chauffage et plus généralement à la combustion de combustibles : bois, charbon, pétrole et de façon moindre gaz[1].

Dans l’atmosphère, les microparticules ou aérosols servent de noyaux de nucléation à la vapeur d'eau qui se transforme alors en gouttelettes. Habituellement, ce sont les aérosols naturels, pollens et sels marins notamment, qui jouent ce rôle. Or, en multipliant leur taux par 10 à la suite des émissions issues de l'activité humaine (suies, cendres et dioxyde de soufre), les gouttelettes sont plus petites et plus nombreuses, rendant les nuages plus réfléchissants. De plus, certaines de ces particules (suies, cendres, microparticules de sol issues de l’érosion éolienne) sont opaques ou de couleur foncée. 
Les nuages se forment alors en des lieux et à des hauteurs anormales, y compris à très haute altitude à partir des traînées de condensation d'avion et dans la basse troposphère avec les traînées de condensation des navires, qui sont en très forte augmentation depuis les années 1980. Les nuages plus nombreux et plus opaques, réfléchissent une plus grande proportion de lumière vers l'espace. Les smogs qui ont diminué dans les grandes villes des pays riches, sont devenus presque permanents au-dessus de certaines villes de pays dits émergents. 
Le rayonnement solaire au sol en est diminué, entraînant un rafraîchissement des basses couches de l'atmosphère qui a pu masquer ou retarder l'impact des gaz à effet de serre (réchauffement). Localement, une diminution de la condensation sur terre (moins de rosée) et dans les basses couches (moins de pluies) pourraient en résulter. L'assombrissement global pourrait être une des causes des sécheresses en Afrique lors des années 1980 (avec la famine de 1984 en Éthiopie par exemple, affamant 50 millions de personnes et causant un million de morts).
Ainsi, le réchauffement global (+ 0,6 °C) constaté au XXe siècle aurait peut-être été bien supérieur si les effets refroidissants de l'assombrissement global n'avaient masqué le réchauffement climatique. L'augmentation du réchauffement dû aux gaz à effet de serre semble néanmoins incontestable, et pourrait paradoxalement être accélérée par une généralisation de la dépollution des rejets humains, qui s'avère nécessaire notamment pour des raisons de santé : les aérosols contribuent notamment aux cancers et à de nombreuses maladies pulmonaires. 
Les modèles habituellement utilisés pour simuler l'évolution météorologique et du climat s'appuient sur une hypothèse de réduction de rayonnement de l'ordre de 1 %, alors que les mesures effectuées montrent un affaiblissement du rayonnement à multiplier par 10 (de l'ordre de 10 %). Cette réduction du rayonnement (plus importante que prévu, et qui a créé un refroidissement important) a donc masqué l'augmentation de l'effet de serre dans une proportion équivalente.
Les prévisions de réchauffement devront donc très probablement être revues à la hausse (selon Peter Cox + 8 ou +10 °C pour 2100, au lieu de +4 à 6 °C selon le GIEC (Groupe d'experts intergouvernemental sur l'évolution du climat)[réf. souhaitée]) si la pollution qui crée l'assombrissement est combattue efficacement dans le monde, comme elle a commencé à l'être depuis les années 1980 en Europe. La diminution de l'assombrissement enregistré en Europe pourrait déjà contribuer au réchauffement constaté depuis les années 2000 en Europe occidentale.
Les effets varient selon les régions du monde, mais des évaluations de la valeur moyenne de la diminution du rayonnement reçu ont été calculées de manière assez convergente :
- 5,3 % (9 W/m²) de 1958 à 1985 (Stanhill et Moreshet, 1992)[2]
- 2 % par décennie de 1964 à 1993 (Gilgen et autres, 1998)[3]
- 2,7 % par décennie (au total 20 W/m²) jusqu'à 2000 (Stanhill et Cohen, 2001)[4]
- 4 % de 1961 à 1990 (Liepert, 2002)[5].

Les diminutions les plus fortes se sont produites aux latitudes moyennes de l'hémisphère nord, qui correspondent aux régions ayant les émissions de particules les plus fortes (avant que les pays asiatiques, Inde et Chine notamment, ne se mettent à leur tour à polluer leur atmosphère de façon massive).
La question du changement climatique paraît de toute façon plus complexe encore que prévu. En 2007, une autre recherche a été réalisée par l'équipe du professeur Veerabhadran Ramanathan. Les résultats, parus dans Nature, montrent comment la combinaison des gaz à effet de serre et des nuages bruns (composés de suie, de particules de métal et de résidus provoqués par les activités urbaines, industrielles et agricoles), aurait été à l'origine du recul des glaciers de l'Himalaya depuis les années 1960. Car l'effet de l'air pollué est double, différent sur toute la hauteur des couches d'air : 
- il contribue au réchauffement de l'atmosphère, car les particules absorbent la lumière du soleil,
- il refroidit en revanche la surface de la terre car les particules réduisent la quantité de lumière qui atteint le sol.

## Effets sur la santé et l'environnement
Là où les taux d'aérosols ont beaucoup augmenté dans les basses couches, les maladies associées à la pollution de l'air ont augmenté, dont cancers du poumon et maladies pulmonaires. Les pluies acides peuvent avoir augmenté[réf. souhaitée], avec des impacts sur la flore et le sol (mobilisation et lessivage accru des métaux lourds). 
Dans ces zones, le taux d'ultraviolet (UV) peut avoir fortement diminué, avec perte de pouvoir épurateur de la lumière solaire sur l'eau (les UV tuent de nombreux microbes épiphytes sur les feuilles ou à la surface du sol et de l'eau). 
Lorsque l'assombrissement est maximal, la productivité de la photosynthèse terrestre ou aquatique pourrait avoir diminué, mais ce thème semble avoir fait l'objet de peu de recherche.
Inversement, là où les efforts pour la qualité de l'air ont été significatifs, en Europe notamment, ou là où l'air est resté propre en raison d'un faible taux d'industrialisation et d'anthropisation (exemple : Amérique du Sud), l'augmentation probable des trous dans la couche d'ozone, pour partie liée à l'effet de serre (le refroidissement de la haute atmosphère induit par le piégeage des calories dans les basses couches y favorise la destruction de l'ozone), le taux d'UV ait pu significativement augmenter, avec les risques associés : cancers et vieillissement prématuré de la peau, coups de soleil plus précoce, etc. Ces éléments ont été en forte augmentation en Australie.[réf. nécessaire]

## Recherche
À partir de la fin des années 1980, les scientifiques ont commencé à travailler indépendamment sur l'ensemble des données concernant le rayonnement solaire et ont découvert qu'il avait tendance à se réduire dans le monde entier,,. C'est Gerry Stanhill, qui a écrit de nombreux articles sur cette réduction dans le monde entier, qui est l'inventeur du terme dimming (traduit en français par obscurcissement ou assombrissement).

## Inversions locales et récentes de la tendance

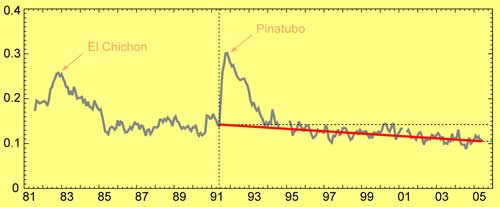
Courbe de la concentration mondiale d'aérosols en rouge qui montre un déclin graduel, sauf en 1991 avec l'éruption du Pinatubo (estimation par satellite).

Il est possible que l'assombrissement global ait causé des changements météorologiques à grande échelle. Les modèles climatiques suggèrent que la réduction d'intensité du rayonnement solaire aurait pu être à l'origine de l'échec de la mousson en Afrique subsaharienne durant les années 1970 et 1980 ainsi que des famines associées, comme celle qui a suivi la sécheresse au Sahel (en), provoquée par le refroidissement de l'Océan Atlantique lié à la pollution de l'hémisphère nord. Cela pourrait être la raison pour laquelle la ceinture des pluies de mousson (en) n'a pu remonter vers le nord, entraînant ainsi l'absence des pluies saisonnières. Cette hypothèse n'est pas universellement acceptée et est très difficile à vérifier.
Les spécialistes du climat ont émis l'hypothèse que les traînées de condensation des avions seraient impliquées dans l'assombrissement global,. L'arrêt total du trafic aérien civil aux États-Unis pendant les trois jours ayant suivi les attentats du 11 septembre 2001 a permis au climatologue David Travis d'observer les températures de 5 000 stations météo réparties sur 48 états, en l'absence de ces traînées de condensation. Pendant cette période, la mesure de l'amplitude de température (écart entre la température minimale et la température maximale) a montré du jour au lendemain une augmentation de 1 °C, ce qui était la plus grande variation constatée sur 30 années. Cela montrait que les traînées de condensation pouvaient jouer un rôle immédiat dans la hausse des températures nocturnes et/ou d'une baisse des températures diurnes, et que ces variations pouvaient être beaucoup plus importantes qu'on ne le pensait précédemment.
Des publications récentes font état d'un retour d'ensoleillement sur les continents depuis 1985 dans les régions où l'émission de particules (à la source des aérosols) a été fortement réduite,, mais une augmentation de l'albédo sur les océans. Cette reprise du rayonnement reçu par la Terre peut expliquer une part au moins :
- de l'augmentation rapide des températures constatée récemment. Par exemple : 
  - la canicule européenne de 2003
  - feux de forêt au Portugal en 2005 et en Grèce en 2007
- et plus généralement des dérèglements météorologiques :
  - cyclones particulièrement puissants et dévastateurs en Amérique du Nord (Katrina en 2005) et aux Caraïbes (Ouragan Dean en 2007)
  - inondations catastrophiques en Europe : Allemagne (2002) et Angleterre (2007) p. ex. ; mais aussi en Afrique sub-saharienne en août 2007, précisément là où la sècheresse avait duré des décennies, lorsque l'assombrissement était maximal en Europe
  - fonte de la banquise en septembre 2007 beaucoup plus forte que lors des années précédentes, qu'aucun des modèles climatiques utilisés à l'époque n'avait prévue[19].

## Rapport avec le réchauffement climatique
L’augmentation des aérosols atmosphériques pourrait aussi être vue comme un moyen d’action contre le réchauffement climatique. Cependant, les aérosols ont des effets négatifs (pluies acides) qui expliquent les efforts qui ont été faits pour les réduire, et comme ils ont de plus une vie très courte, de l’ordre de quelques jours ou semaines (par opposition à plusieurs décennies pour le CO2), leur utilisation paraît difficilement envisageable.
L’assombrissement global peut également avoir des effets régionaux. Alors que la majeure partie de la Terre s’est réchauffée, les régions qui reçoivent de grandes quantités d’aérosols par la dynamique atmosphérique se sont généralement refroidies. Cela peut expliquer par exemple le relatif refroidissement des régions de l’est des États-Unis par rapport à celles de l’ouest.